# Chiang Hung
Il Regno di Chiang Hung (in tai lü semplificato: , in lingua thai: เชียงรุ่ง, trasl. RTGS: Chiang Rung), chiamato anche Regno  Ho Kham di Chiang Hung (lett. sala dorata di Chiang Hung) o Regno di Sipsongpanna, fu uno Stato fondato nel 1180 dal Re Pagna Jueang nell'odierna prefettura cinese del Xishuangbanna, nel sud dello Yunnan. Prese il nome dalla capitale, l'odierna Jinghong, che in lingua tai lü si chiama Chiang Hung.
Raggiunse il massimo splendore nel XIII secolo, ma dovette capitolare all'invasione dei mongoli della dinastia Yuan di Kubilai Khan nel 1292, divenendo uno stato vassallo dei cinesi. In seguito passò sotto il controllo dei regni di Lanna (1296-1540 circa), di Birmania (1558-1850 circa) e nuovamente dell'Impero Cinese. Fu dissolto nel 1949 con la creazione della Repubblica Popolare Cinese, quando l'ultimo sovrano Dao Shixun venne deposto e gli fu affidato un incarico prestigioso nelle istituzioni della provincia dello Yunnan.

## Storia

### Formazione del regno
Le migrazioni dalla Cina meridionale al nord dell'Indocina da parte dei popoli tai si erano intensificate verso la fine del I millennio d.C. Gradualmente, si insediarono in una vasta fascia di territori compresi tra il nord-est dell'India ed il nord del Vietnam e si suddivisero in diversi sottogruppi etnici. Gli attuali thai si insediarono nei territori khmer dell'odierna Thailandia Centrale. I tai yuan già nel VII secolo avevano fondato una municipalità che nel IX secolo diede luogo al Regno di Ngoenyang nell'odierna Thailandia del Nord. Gli shan presero possesso di larghi territori nella Birmania nord-orientale. I tai lü, etnia con molte affinità a quella dei tai yuan, si stanziarono nei territori dell'odierna prefettura del Xishuanbanna, nell'estremo sud-ovest della Cina.
Il Regno di Chang Hung fu fondato da Pagna Jueang (in thai: พญาเจื่อง), detto anche Chao Jueang Han (in thai: เจ้าเจื่องหาญ), capo delle tribù tai lü, che sottomise le locali popolazioni di etnia akha ed altre tribù di etnia tai stanziate nella zona.  Nel 1180 stabilì la capitale del nuovo regno a Chiang Hung (nome tai lü dell'odierna Jinghong), detta anche Ho Kham, sulle rive del Mekong.

### Massima espansione
Chiang Hung raggiunse la massima espansione all'inizio del XIII secolo, durante il regno di Inmueng, quando estese la sua influenza sulle mueang (città-stato) di Kengtung, nell'odierno Stato Shan birmano, di Ngoenyang, di Meuang Thaeng, l'odierna Dien Bien Phu, capitale dei tai dam, arrivando fino a Xieng Thong, l'odierna Luang Prabang, la più importante mueang del popolo lao. In virtù di questi successi, il regno era diventato lo Stato più potente fra quelli dei popoli di etnia tai. In questo periodo molti tai lü si trasferirono in tali territori, che erano diventati tributari di Chiang Hung.

### Fine dell'indipendenza e dominio Lanna
Nel 1292, le armate mongole della dinastia Yuan di Kubilai Khan posero fine all'indipendenza di Chiang Hung. Non occuparono capillarmente il paese, che ribattezzarono Cheli, e lo lasciarono sotto il controllo delle precedenti autorità, che furono poste a capo delle commissioni di pacificazione aborigena, chiamate tusi. Al sovrano locale fu conferito il titolo di Chao Saenwi Fa (in thai: เจ้าแสนหวีฟ้า), equivalente a quello di principe, e fu imposto il cognome Dao.
Del vuoto di potere creatosi dopo la conquista degli Yuan ed il ritiro delle loro truppe, ne approfittarono i tai yuan di Ngoenyang, guidati dal Re Mengrai il Grande. Dopo aver conquistato il vasto ed antico Regno di Hariphunchai, situato nell'odierna Thailandia centro-settentrionale, Mengrai battezzò la nuova entità sotto il suo potere Regno di Lanna, che avrebbe avuto un ruolo di primo piano nel sudest asiatico fino al XVI secolo. Attraverso altre conquiste e ad una sapiente politica dei matrimoni, Mengrai espanse ulteriormente il suo regno. Sposando la figlia del sovrano di Chang Hung, si assicurò il controllo di quel territorio. L'Impero cinese rinunciò a conquistare Chiang Hung e Lanna ottenendo in cambio periodici tributi.

### Dominio birmano
Nella prima parte del XVI secolo, il Regno Lanna entrò nella sua fase di declino e Chang Hung poté godere di un breve periodo di autonomia. Nel 1558, le armate birmane della dinastia di Toungoo conquistarono il Regno Lanna ed acquisirono il controllo di Chang Hung, il cui territorio fu suddiviso in 12 unità amministrative chiamate pan. Dodici pan, nella lingua dei tai lü, si traduce sipsong pan, che significa anche dodicimila. Fu allora che per indicare il territorio di Chang Hung venne coniato il nome Sipsongpanna, che vuol dire 12.000 campi di riso, forse con riferimento al termine Lanna, che significa un milione di campi di riso. Negli anni che seguirono, il territorio di Sipsongpanna fu teatro di diverse battaglie tra i birmani ed i cinesi della dinastia Qing, che cercavano di riprendere il controllo della zona.
Chiang Hung rimase sotto il dominio birmano per tre secoli. Alla fine del XVIII secolo, vi furono diverse guerre tra i birmani ed i siamesi, che reclamavano il diritto di governare Lanna e Chiang Hung. Constatata la difficoltà di appropropriarsi di quei territori, Re Rama I del Siam perseguì una politica di riunificazione dei thai e dei tai lü, favorendo il trasferimento di questi ultimi negli ex-territori dei lanna. Tuttora vi sono consistenti comunità tai lü nelle province settentrionali del Laos e della Thailandia.
Attorno alla metà del XIX secolo, si sviluppò una dura lotta per la successione al trono di Chang Hung dopo la morte di Re Mahawan, avvenuta nel 1847. Lo zio di questi, Mahakanan, usurpò il trono spettante al figlio del deceduto sovrano, il Principe Sarawan, che si rifugiò a Dali nell'alto Yunnan chiedendo aiuto all'imperatore cinese. Sarawan tornò in patria ed uccise l'usurpatore, il cui figlio Principe Nokam fuggì ad Ava in Birmania, cercando il supporto del locale sovrano Pagan Min. I birmani occuparono Chiang Hung causando l'esodo di buona parte della popolazione locale. Nokam salì al trono ma fu ucciso da una congiura degli aristocratici di corte ed il trono tornò a Sarawan. I siamesi tentarono di approfittare del caos che si era instaurato e pianificarono un attacco a Chiang Hung e a Kengtung, in territorio birmano, ma si arresero di fronte alla difficoltà di attraversare gli impervi territori del nord.

### Dominio cinese e fine del regno
Con la sconfitta della Birmania nelle guerre anglo-birmane, il controllo del Sipsongpanna tornò definitivamente in mano ai cinesi verso la metà del XIX secolo. Nel 1895, con il declino cinese seguito alla prima guerra sino-giapponese, la Francia impose la suddivisione del territorio del Sipsongbanna annettendo al Laos, a quel tempo una sua colonia, l'attuale vasta provincia di Phongsali, fino ad allora parte del Regno di Chiang Hung. Con il trionfo dei comunisti nella guerra civile cinese, che portò alla proclamazione della Repubblica Popolare Cinese, nel 1949 ebbe fine il Regno di Chang Hung. L'ultimo sovrano, Dao Shixun, presenziò alla cerimonia di fondazione della Repubblica ed ottenne in seguito un posto di rilievo in una prestigiosa istituzione dello Yunnan.
Nel 1953, il Sipsongpanna divenne la regione autonoma Dai del Xishuangbanna, con capitale a Jinghong. Il termine dai si riferisce al relativo gruppo etnico di cui, in questa zona, il sottogruppo dei tai lù sono tuttora la maggioranza. Shao Cunxin, un ex tusi di Chang Hung, venne nominato nel 1953 a capo della regione (che dal 1955 divenne una prefettura autonoma), posizione che mantenne fino al 1992. Nel 1986, Dao Shixun fece visita ai membri della famiglia reali che si erano rifugiati in Thailandia.